# Yantian, Yantian
Yantian (kinesiska: 盐田) är ett stadsdelsdistrikt i staden Shenzhen i provinsen Guangdong i sydöstra Kina. Det ligger i stadsdistriktet Yantian. Antalet invånare vid folkräkningen 2020 var 91 723.